# Apas
Apas är en ort i Mexiko.   Den ligger i kommunen Zinacantán och delstaten Chiapas, i den sydöstra delen av landet, 700 km öster om huvudstaden Mexico City. Apas ligger 2 124 meter över havet och antalet invånare är 1 485.
Terrängen runt Apas är kuperad österut, men västerut är den bergig. Apas ligger uppe på en höjd. Runt Apas är det ganska tätbefolkat, med 54 invånare per kvadratkilometer. Närmaste större samhälle är San Cristóbal de las Casas, 16,3 km öster om Apas. I omgivningarna runt Apas växer huvudsakligen savannskog.